# Championnats du monde d'athlétisme 2023
Navigation
Les 19es Championnats du monde d'athlétisme se déroulent du 19 au 27 août 2023 à Budapest, en Hongrie. En anglais, le nom officiel de la compétition est  « 2023 World Athletics Championships ».
La Hongrie accueille pour la première fois cet événement sportif, organisé depuis 1983 par World Athletics et, pour cette édition, par la Fédération hongroise d'athlétisme (MASz). Les compétitions sur route (marathon et marche) se déroulent dans les rues de Budapest, tandis que l'ensemble des autres épreuves se déroule au sein du Centre national d'athlétisme.
2 187 athlètes (1 106 hommes et 1 019 femmes), issus de 202 fédérations sur les 212 membres que compte Word Athletics, sont inscrits sur la liste des participants. Quarante-neuf épreuves figurent au programme de cette compétition (24 masculines, 24 féminines et une mixte), soit les mêmes que lors de la précédente édition à Eugene.

## Organisation

### Sélection de la ville hôte
La ville de Budapest, seule candidate retenue, est sélectionnée le 4 décembre 2018 à Monaco. Après Doha en 2019 et Eugene en 2022, les championnats du monde d'athlétisme en plein air reviennent en Europe six ans après Londres en 2017. La capitale hongroise avait organisé les Championnats d’Europe d’athlétisme en 1966 et en 1998.

### Sites des compétitions

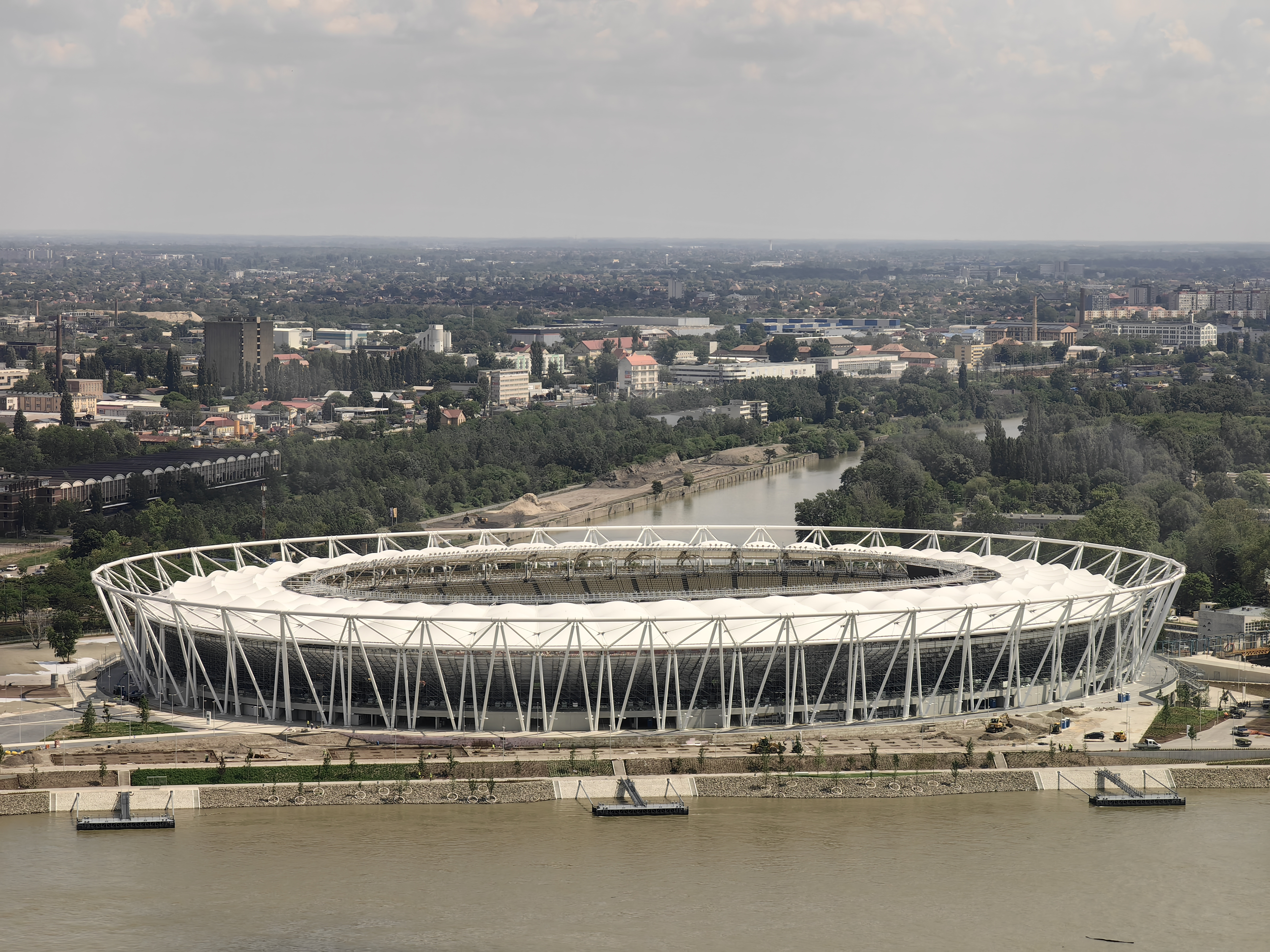
Le Centre national d'athlétisme en 2023.

Le site principal des épreuves sera un nouveau stade de 40 000 places, le Centre national d'athlétisme qui se situe sur les rives du Danube. Après les championnats, seules 15 000 places seront conservées.
Les épreuves de marathon et de marche se déroulent dans la ville de Budapest. Le parcours du marathon est composé de 4 boucles de 10 kilomètres tandis que les parcours de marche sont composés de boucles de 1 kilomètre pour le 20 km et 2 kilomètres pour le 35 km,.

### Épreuves et calendrier
49 épreuves figurent au programme des championnats du monde 2023 : 24 masculines, 24 féminines et une mixte. Le calendrier est le suivant :
- P : tour préliminaire
- S : séries
- Q : qualifications
- ½ : demi-finales
- F : finales
- M : session matinale
- S : session en soirée (débute en milieu d'après-midi)

| Date →           | Sa 19 | Sa 19 | Di 20 | Di 20 | Di 20 | Lu 21 | Lu 21 | Ma 22 | Me 23 | Me 23 | Je 24 | Je 24 | Ve 25 | Ve 25 | Sa 26 | Sa 26 | Di 27 | Di 27 |
| ---------------- | ----- | ----- | ----- | ----- | ----- | ----- | ----- | ----- | ----- | ----- | ----- | ----- | ----- | ----- | ----- | ----- | ----- | ----- |
| Épreuve ↓        | M     | S     | M     | S     | S     | S     | S     | S     | M     | S     | M     | S     | M     | S     | M     | S     | M     | S     |
| 100 m            | P     | S     |       | ½     | F     |       |       |       |       |       |       |       |       |       |       |       |       |       |
| 200 m            |       |       |       |       |       |       |       |       | S     |       |       | ½     |       | F     |       |       |       |       |
| 400 m            |       |       | S     |       |       |       |       | ½     |       |       |       | F     |       |       |       |       |       |       |
| 800 m            |       |       |       |       |       |       |       | S     |       |       |       | ½     |       |       |       | F     |       |       |
| 1 500 m          |       | S     |       | ½     | ½     |       |       |       |       | F     |       |       |       |       |       |       |       |       |
| 5 000 m          |       |       |       |       |       |       |       |       |       |       |       | S     |       |       |       |       |       | F     |
| 10 000 m         |       |       |       | F     | F     |       |       |       |       |       |       |       |       |       |       |       |       |       |
| Marathon         |       |       |       |       |       |       |       |       |       |       |       |       |       |       |       |       | F     |       |
| 110 m haies      |       |       | S     |       |       | ½     | F     |       |       |       |       |       |       |       |       |       |       |       |
| 400 m haies      |       |       | S     |       |       | ½     | ½     |       |       | F     |       |       |       |       |       |       |       |       |
| 3 000 m steeple  | S     |       |       |       |       |       |       | F     |       |       |       |       |       |       |       |       |       |       |
| 4 × 100 m        |       |       |       |       |       |       |       |       |       |       |       |       |       | S     |       | F     |       |       |
| 4 × 400 m        |       |       |       |       |       |       |       |       |       |       |       |       |       |       |       | S     |       | F     |
| 20 km marche     | F     |       |       |       |       |       |       |       |       |       |       |       |       |       |       |       |       |       |
| 35 km marche     |       |       |       |       |       |       |       |       |       |       | F     |       |       |       |       |       |       |       |
| Saut en longueur |       |       |       |       |       |       |       |       | Q     |       |       | F     |       |       |       |       |       |       |
| Triple saut      |       | Q     |       |       |       | F     | F     |       |       |       |       |       |       |       |       |       |       |       |
| Saut en hauteur  |       |       | Q     |       |       |       |       | F     |       |       |       |       |       |       |       |       |       |       |
| Saut à la perche |       |       |       |       |       |       |       |       | Q     |       |       |       |       |       |       | F     |       |       |
| Poids            | Q     | F     |       |       |       |       |       |       |       |       |       |       |       |       |       |       |       |       |
| Disque           |       | Q     |       |       |       | F     | F     |       |       |       |       |       |       |       |       |       |       |       |
| Marteau          | Q     |       |       | F     | F     |       |       |       |       |       |       |       |       |       |       |       |       |       |
| Javelot          |       |       |       |       |       |       |       |       |       |       |       |       | Q     |       |       |       |       | F     |
| Décathlon        |       |       |       |       |       |       |       |       |       |       |       |       | F     | F     | F     | F     |       |       |

| Date →           | Sa 19 | Sa 19 | Di 20 | Di 20 | Lu 21 | Lu 21 | Ma 22 | Me 23 | Me 23 | Je 24 | Je 24 | Ve 25 | Ve 25 | Sa 26 | Sa 26 | Di 27 | Di 27 |
| ---------------- | ----- | ----- | ----- | ----- | ----- | ----- | ----- | ----- | ----- | ----- | ----- | ----- | ----- | ----- | ----- | ----- | ----- |
| Épreuve ↓        | M     | S     | M     | S     | S     | S     | S     | M     | S     | M     | S     | M     | S     | M     | S     | M     | S     |
| 100 m            |       |       | S     |       | ½     | F     |       |       |       |       |       |       |       |       |       |       |       |
| 200 m            |       |       |       |       |       |       |       | S     |       |       | ½     |       | F     |       |       |       |       |
| 400 m            |       |       | S     |       | ½     | ½     |       |       | F     |       |       |       |       |       |       |       |       |
| 800 m            |       |       |       |       |       |       |       | S     |       |       |       |       | ½     |       |       |       | F     |
| 1 500 m          | S     |       |       | ½     |       |       | F     |       |       |       |       |       |       |       |       |       |       |
| 5 000 m          |       |       |       |       |       |       |       | S     |       |       |       |       |       |       | F     |       |       |
| 10 000 m         |       | F     |       |       |       |       |       |       |       |       |       |       |       |       |       |       |       |
| Marathon         |       |       |       |       |       |       |       |       |       |       |       |       |       | F     |       |       |       |
| 100 m haies      |       |       |       |       |       |       | S     |       | ½     |       | F     |       |       |       |       |       |       |
| 400 m haies      |       |       |       |       | S     | S     | ½     |       |       |       | F     |       |       |       |       |       |       |
| 3 000 m steeple  |       |       |       |       |       |       |       |       | S     |       |       |       |       |       |       |       | F     |
| 4 × 100 m        |       |       |       |       |       |       |       |       |       |       |       |       | S     |       | F     |       |       |
| 4 × 400 m        |       |       |       |       |       |       |       |       |       |       |       |       |       |       | S     |       | F     |
| 20 km marche     |       |       | F     |       |       |       |       |       |       |       |       |       |       |       |       |       |       |
| 35 km marche     |       |       |       |       |       |       |       |       |       | F     |       |       |       |       |       |       |       |
| Saut en longueur | Q     |       |       | F     |       |       |       |       |       |       |       |       |       |       |       |       |       |
| Triple saut      |       |       |       |       |       |       |       |       | Q     |       |       |       | F     |       |       |       |       |
| Saut en hauteur  |       |       |       |       |       |       |       |       |       |       |       | Q     |       |       |       |       | F     |
| Saut à la perche |       |       |       |       | Q     | Q     |       |       | F     |       |       |       |       |       |       |       |       |
| Poids            |       |       |       |       |       |       |       |       |       |       |       |       |       | Q     | F     |       |       |
| Disque           |       |       | Q     |       |       |       | F     |       |       |       |       |       |       |       |       |       |       |
| Marteau          |       |       |       |       |       |       |       |       | Q     |       | F     |       |       |       |       |       |       |
| Javelot          |       |       |       |       |       |       |       | Q     |       |       |       |       | F     |       |       |       |       |
| Heptathlon       | F     | F     | F     | F     |       |       |       |       |       |       |       |       |       |       |       |       |       |

| Date →          | Sa 19 | Sa 19 |
| --------------- | ----- | ----- |
| Épreuve ↓       | M     | S     |
| 4 × 400 m mixte | S     | F     |

## Participation

### Critères de qualification
La période de qualification s'étend du 1er décembre 2021 jusqu'au 30 mai 2023 pour le marathon et le 35 km marche, du 31 janvier 2022 jusqu'au 30 juillet 2023 pour le 10 000 mètres, le 20 km marche et les épreuves combinées. Pour les autres épreuves, la période de qualification est comprise entre le 31 juillet 2022 et le 30 juillet 2023.
| Épreuve                | Hommes                                                                        | Hommes                                                                        | Femmes                                                                        | Femmes |
| Épreuve                | Minima                                                                        | Quota                                                                         | Minima                                                                        | Quota  |
| ---------------------- | ----------------------------------------------------------------------------- | ----------------------------------------------------------------------------- | ----------------------------------------------------------------------------- | ------ |
| 100 m                  | 10 s 00                                                                       | 48                                                                            | 11 s 08                                                                       | 48     |
| 200 m                  | 20 s 16                                                                       | 56                                                                            | 22 s 60                                                                       | 48     |
| 400 m                  | 45 s 00                                                                       | 48                                                                            | 51 s 00                                                                       | 48     |
| 800 m                  | 1 min 44 s 70                                                                 | 56                                                                            | 1 min 59 s 80                                                                 | 56     |
| 1 500 m                | 3 min 34 s 20                                                                 | 56                                                                            | 4 min 3 s 50                                                                  | 56     |
| 5 000 m                | 13 min 7 s 00                                                                 | 42                                                                            | 14 min 57 s 00                                                                | 42     |
| 10 000 m               | 27 min 10 s 00                                                                | 27                                                                            | 30 min 40 s 00                                                                | 27     |
| Marathon               | 2 h 9 min 40 s                                                                | 100                                                                           | 2 h 28 min 0 s                                                                | 100    |
| 3 000 m steeple        | 8 min 15 s 00                                                                 | 36                                                                            | 9 min 23 s 00                                                                 | 36     |
| 110/100 m haies        | 13 s 28                                                                       | 40                                                                            | 12 s 78                                                                       | 40     |
| 400 m haies            | 48 s 70                                                                       | 40                                                                            | 54 s 90                                                                       | 40     |
| Saut en hauteur        | 2,32 m                                                                        | 36                                                                            | 1,97 m                                                                        | 36     |
| Saut à la perche       | 5,81 m                                                                        | 36                                                                            | 4,71 m                                                                        | 36     |
| Saut en longueur       | 8,25 m                                                                        | 36                                                                            | 6,85 m                                                                        | 36     |
| Triple saut            | 17,20 m                                                                       | 36                                                                            | 14,52 m                                                                       | 36     |
| Lancer du poids        | 21,40 m                                                                       | 36                                                                            | 18,80 m                                                                       | 36     |
| Lancer du disque       | 67,00 m                                                                       | 36                                                                            | 64,20 m                                                                       | 36     |
| Lancer du marteau      | 78,00 m                                                                       | 36                                                                            | 73,60 m                                                                       | 36     |
| Lancer du javelot      | 85,20 m                                                                       | 36                                                                            | 63,80 m                                                                       | 36     |
| Décathlon/Heptathlon   | 8 460 pts                                                                     | 24                                                                            | 6 480 pts                                                                     | 24     |
| 20 km marche           | 1 h 20 min 10 s                                                               | 50                                                                            | 1 h 29 min 20 s                                                               | 50     |
| 35 km marche           | 2 h 29 min 40 s                                                               | 50                                                                            | 2 h 51 min 30 s                                                               | 50     |
| Relais 4 × 100 m       | 8 premiers des Championnats du monde d'athlétisme 2022 + 8 classement mondial | 16                                                                            | 8 premiers des Championnats du monde d'athlétisme 2022 + 8 classement mondial | 16     |
| Relais 4 × 400 m       | 8 premiers des Championnats du monde d'athlétisme 2022 + 8 classement mondial | 16                                                                            | 8 premiers des Championnats du monde d'athlétisme 2022 + 8 classement mondial | 16     |
| Relais 4 × 400 m mixte | 8 premiers des Championnats du monde d'athlétisme 2022 + 8 classement mondial | 8 premiers des Championnats du monde d'athlétisme 2022 + 8 classement mondial | 8 premiers des Championnats du monde d'athlétisme 2022 + 8 classement mondial | 16     |

Une Wild Card est par ailleurs attribuée aux athlètes n'ayant pas réalisé les minimas de qualifications mais se trouvant dans l'une des situations suivantes : champions du monde 2022, vainqueurs de la Ligue de diamant 2022, tenant du titre d'un championnat continental, et leader (à la date de fin de la fin de période de qualification) du Challenge IAAF du lancer de marteau, du Challenge mondial de marche et de la Coupe du monde des épreuves combinées.
À l'issue de la période de qualification, et si le quota d'athlètes par épreuve n'est pas atteint, le classement mondial d'athlétisme 2023 publié le 7 août 2023 par World Athletics permet d'inviter des athlètes supplémentaires en fonction de leur classement même s'ils n'ont pas réalisé les minimas de qualification.

### Nations participantes
2 187 athlètes issus de 202 pays figurent dans la liste des athlètes engagés. La participation masculine est de 1 106 athlètes et la participation féminine est de 1 019 athlètes,.
La principale délégation reste celle des États-Unis (167 engagés), suivie cette année par l'Italie (82) et l'équipe de France (79). Parmi tous les engagés, figure une équipe de réfugiés composée de six athlètes. Le 23 mars 2023, World Athletics confirme l'exclusion des athlètes russes et biélorusses en raison de l'Invasion de l'Ukraine par la Russie,.

### Forfaits et suspensions
Plusieurs athlètes titrés à Eugene en 2022 déclarent forfait peu avant les championnats du monde pour cause de blessure : le Britannique Jake Wightman le 7 juillet, l'Allemande Malaika Mihambo le 18 juillet, la Belge Nafissatou Thiam le 9 août, l'Américaine Sydney McLaughlin-Levrone le 11 août, son compatriote Michael Norman le 15 août et le Portugais Pedro Pichardo le 17 août.
La Kazakhe Norah Jeruto, titrée sur steeple en 2022, est suspendue par l'Unité d'intégrité de l'athlétisme (AIU) le 7 avril 2023 et ne participe donc pas à ces championnats du monde. Suspendue provisoirement par l'AIU en juillet 2023, la hurdleuse Nigériane Tobi Amusan voit finalement sa sanction levée le 17 août.

## Compétition

### Nouvelles règles
La Fédération internationale d'athlétisme adopte de nouvelles règles de compétition à partir de ces championnats du monde 2023, :
- L'attribution des couloirs après le premier tour par tirage au sort pour les épreuves sur piste du 100 au 800 m a été modifié  de la façon suivante :

| Tirages de couloirs | 100 m, 100 / 110 m haies | 200 m   | 400 m, 800 m |
| ------------------- | ------------------------ | ------- | ------------ |
| Les mieux classés   | 3, 4, 5, 6               | 5, 6, 7 | 4, 5, 6, 7   |
| Classés suivants    | 2, 7                     | 3, 4, 8 | 3, 8         |
| Derniers classés    | 1, 8                     | 1, 2    | 1, 2         |

L'attribution des couloirs se fait de manière similaire aux épreuves combinées.
- Les qualifications pour les demi-finales et la finale du 1 500 m, du 3 000 m steeple et du 5 000 m se feront uniquement à la place et non au temps. Dans les précédentes compétitions, il arrivait en effet que les coureurs de la dernière série, ayant connaissances des temps de qualification, se relayaient pour maximiser leur chances.
- Tout couloir laissé vide par le forfait d'un athlète sera occupé par un autre athlète éliminé lors du tour précédent en fonction des performances réalisées, le remplacement étant limité à deux athlètes par course[25].

- Les athlètes sont autorisés à courir sous réserve si un arbitre de départ a des doutes sur la validité d'un faux départ, même si le faux départ est indiqué par le système d'information certifié par World Athletics, par exemple lorsque le temps de réaction est proche de la limite autorisée (0,100 s).

### Faits marquants

#### 19 août
| |  |  |
| Les Néerlandaises Sifan Hassan (à gauche) dans la finale du 10 000 m et Femke Bol (à droite) dans la finale du relais 4 × 400 mètres mixte chutent toutes les deux à quelques mètres de l'arrivée. |  |  |

Le 19 août 2023, premier jour des compétitions, la Néerlandaise Sifan Hassan, à la lutte pour le titre dans l'épreuve du 10 000 m féminin, chute à quelques mètres de l'arrivée, laissant la victoire à l'Éthiopienne Gudaf Tsegay qui devance finalement ses deux compatriotes Letesenbet Gidey et Ejgayehu Taye. Quelques minutes plus tard, lors de la finale du relais 4 × 400 m mixte, Femke Bol subit le même sort que sa compatriote en tombant à quelques mètres de l'arrivée alors que son équipe était en course pour la victoire. Le titre revient à l'équipe des États-Unis qui établit un nouveau record du monde en 3 min 8 s 80.
L'Espagnol Álvaro Martín s'adjuge le titre du 20 km marche tandis que l'Américain Ryan Crouser conserve son titre au lancer du poids en établissant la marque de 23,51 m à son sixième et dernier essai, nouveau record des championnats et deuxième meilleure performance de tous les temps.

#### 20 août

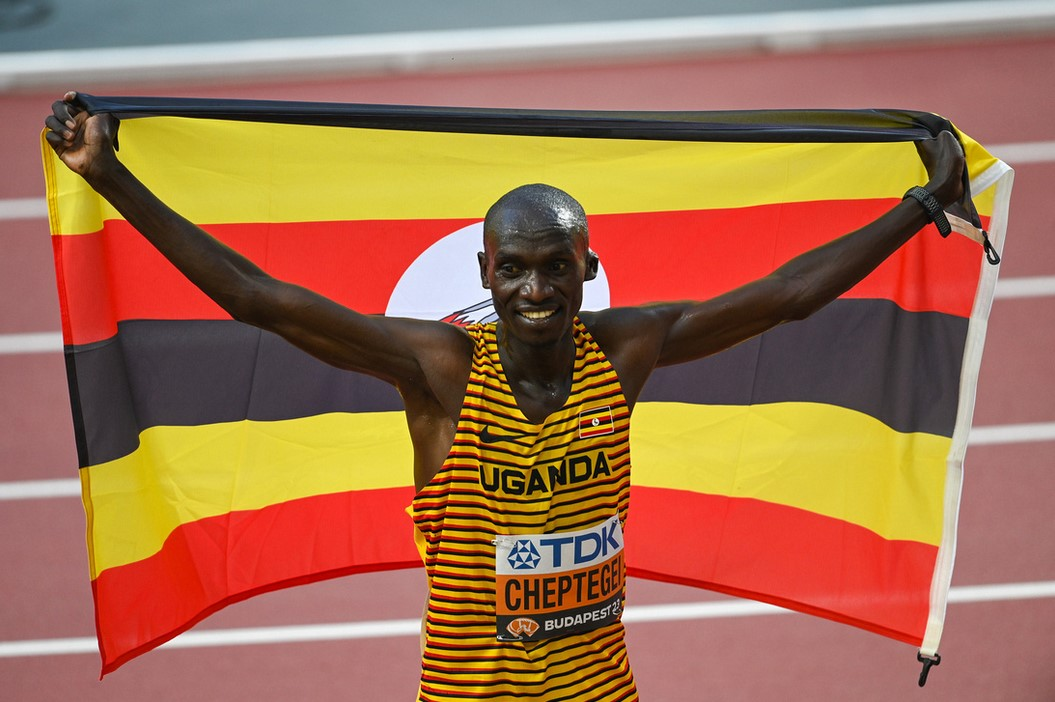
Joshua Cheptegei après sa victoire sur 10000 m

L'Américain Noah Lyles, double champion du monde dans l'épreuve du 200 m, devient champion du monde sur le 100 m pour la première fois en 9 s 83, égalant la meilleure performance mondiale de l'année. Fred Kerley (tenant du titre) et Marcell Jacobs (champion olympique) sont éliminés en demi-finales. L'Ougandais Joshua Cheptegei devient champion du monde du 10 000 m pour la troisième fois d'affilée. La Britannique Katarina Johnson-Thompson remporte le concours de l'heptathlon pour la deuxième fois après Doha en 2019, avec seulement 20 points d'avance sur l'Américaine Anna Hall.
Ethan Katzberg, à 21 ans et participant à ses premiers championnats du monde, gagne la finale du lancer du marteau avec 81,25 m, une première pour le Canada sur cette épreuve. La Serbe Ivana Vuleta devient championne du monde du saut en longueur avec 7,14 m, remportant son premier titre mondial en plein air à 33 ans. María Pérez s'impose au 20 km marche, permettant à l'Espagne de réaliser un doublé sur les épreuves de marche après Álvaro Martín la veille.

#### 21 août

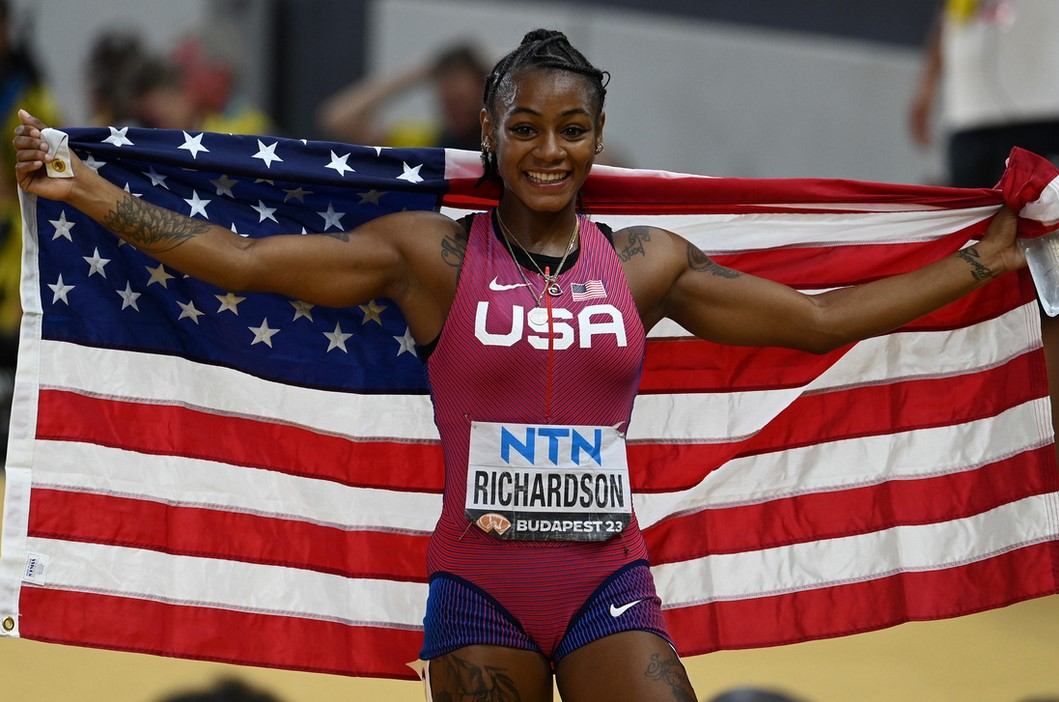
Sha'Carri Richardson lors de la finale du 100 m.

Première qualifiée au temps et placée au couloir 9, l'Américaine Sha'Carri Richardson s'adjuge le titre sur le 100 m en 10 s 65, devant les Jamaïquaines Shericka Jackson (10 s 72) et Shelly-Ann Fraser-Pryce (10 s 77). Son compatriote Grant Holloway devient champion du monde sur le 110 m haies pour la troisième fois de suite en 12 s 96 devant le champion olympique jamaïquain Hansle Parchment (13 s 07) et l'autre américain Daniel Roberts (13 s 09).
Le Burkinabé Hugues Fabrice Zango décroche son premier titre mondial du triple saut avec 17,64 m devant les Cubains Lázaro Martinez (17,41 m) et Cristian Napoles (17,40 m). Le Suédois Daniel Ståhl remporte le titre du lancer du disque pour la deuxième fois avec 71,46 m et devance le tenant du titre slovène Kristjan Čeh, tous deux réalisant leur meilleur lancer au dernier essai.

#### 22 août

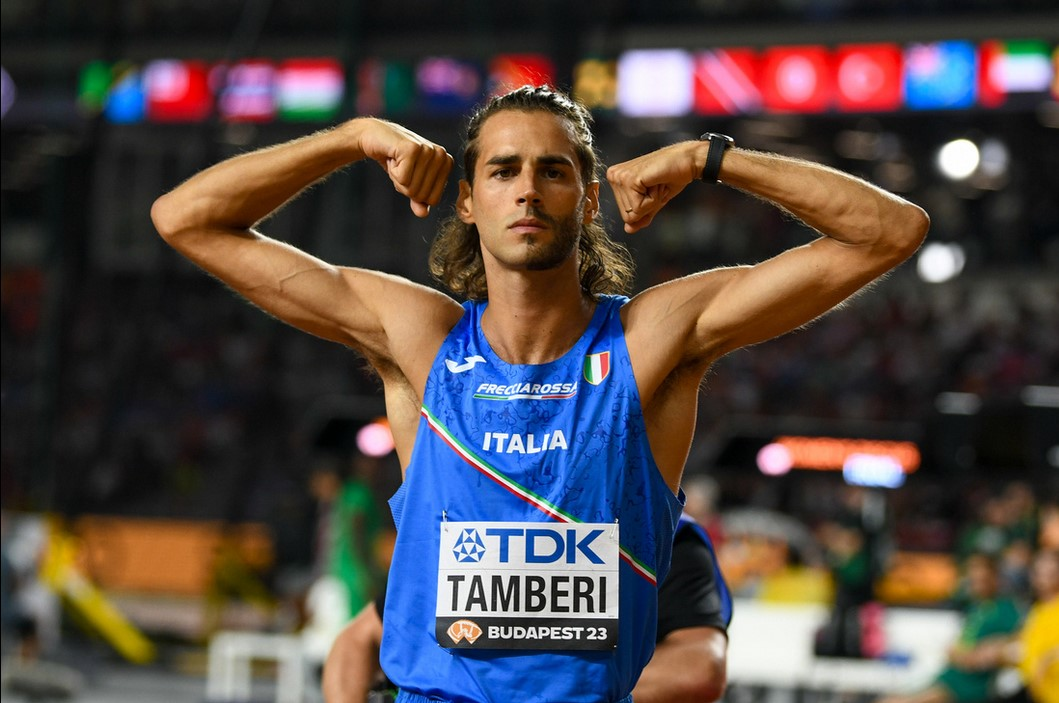
Gianmarco Tamberi remporte le concours du saut en hauteur.

L'Américaine Laulaga Tausaga, native de Hawaï, devient championne du monde du lancer du disque pour la première fois avec 69,49 m, améliorant son record personnel de 4,03 m, sa compatriote Valarie Allman (69,23 m) et la Chinoise Bin Feng (68,20 m), respectivement championne olympique et championne du monde en titre, complètent le podium. Lors des demi-finales du 400 m, Matthew Hudson-Smith bat le record le record d'Europe de Thomas Schonlebe datant de 1987 avec 44 s 26.
La Kényane Faith Kipyegon devient championne du monde du 1 500 m pour la troisième fois en s'imposant en 3 min 54 s 87 devant l'Éthiopienne Diribe Welteji (3 min 55 s 69) et Sifan Hassan (3 min 56 s 00). Le Marocain Soufiane El Bakkali conserve son titre du 3 000 m steeple en battant le recordman du monde éthiopien Lamecha Girma. L'Italien Gianmarco Tamberi devient champion du monde du saut en hauteur pour la première fois avec 2,36 m devançant l'américain JuVaughn Harrisson et le double tenant du titre qatari Mutaz Essa Barshim.

#### 23 août

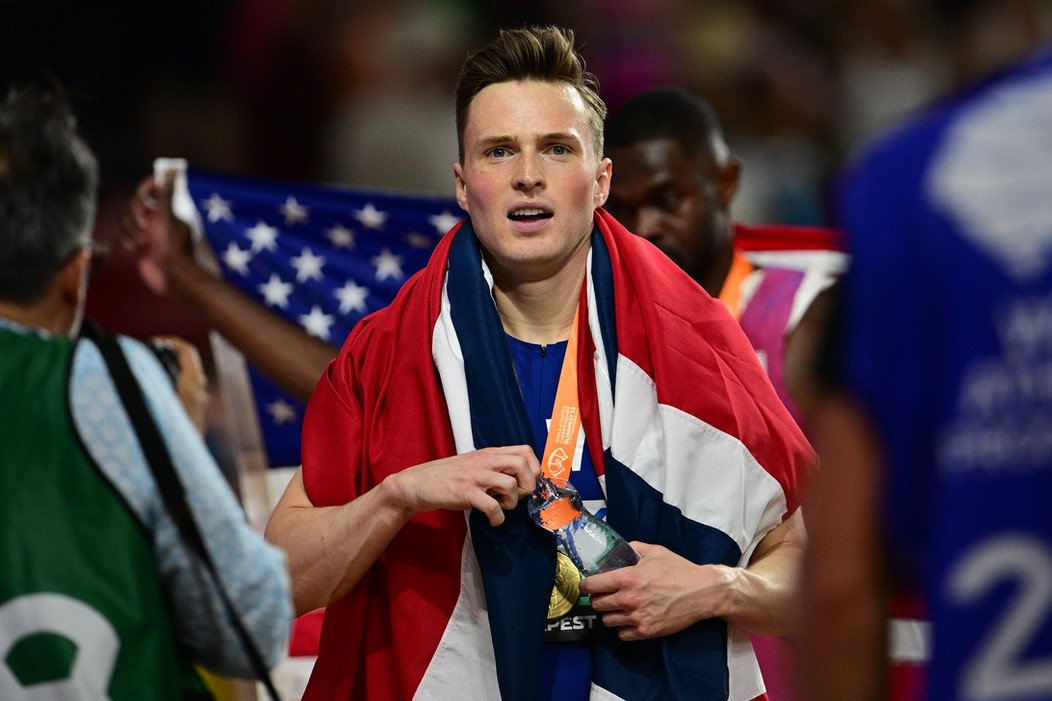
Karsten Warholm après avoir remporté son 3e titre mondial sur 400 m haies.

L'Écossais Josh Kerr devient champion du monde du 1 500 m pour la première fois en 3 min 29 s 38, dépassant le champion olympique de la distance Jakob Ingebrigsten dans la dernière ligne droite, de la même manière que son compatriote Jake Wightman un an plus tôt à Eugene. Le Norvégien Karsten Waholm obtient son troisième titre de champion du monde du 400 m haies en 46 s 89, devançant Kyron McMaster (47 s 34) et Rai Benjamin (47 s 56).
Ayant franchi toutes les deux 4,90 m et se retrouvant à égalité au nombre d'essais, l'Australienne Nina Kennedy et l'Américaine Katie Moon se partagent le titre du saut à la perche. La Dominicaine Marileidy Paulino domine le 400 m et remporte son premier titre mondial sur la distance en 48 s 76.

#### 24 août

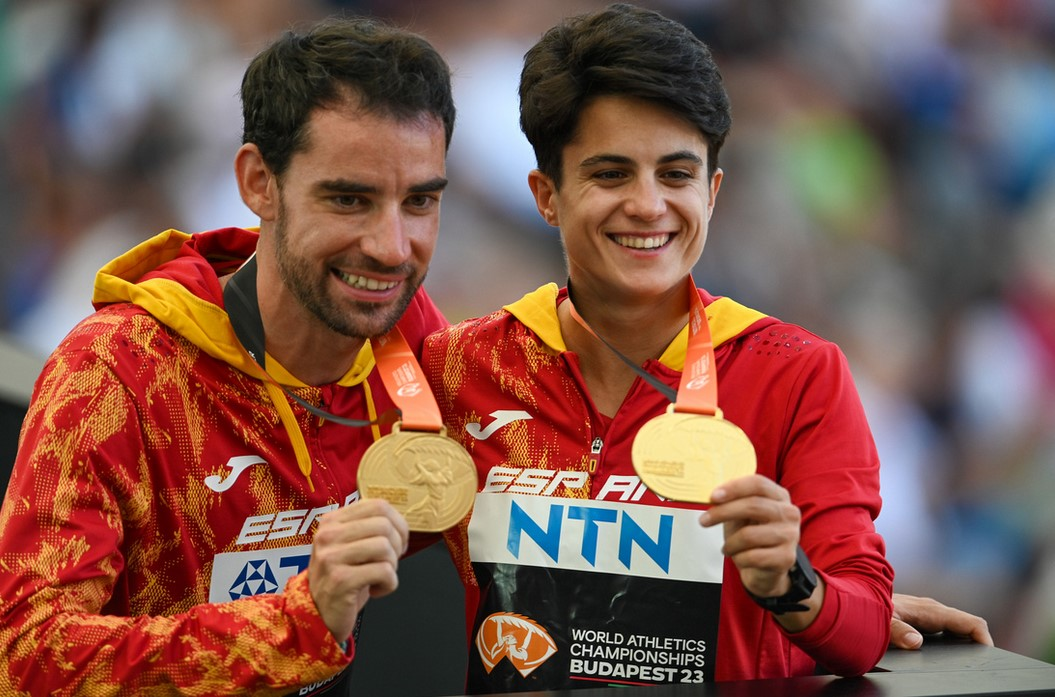
Les Espagnols María Pérez et Álvaro Martín réalisent tous deux le doublé 20 et 35 km marche.

María Pérez et Álvaro Martín gagnent tous deux le 35 km marche après le 20 km marche en début de compétition, ce qui permet à l'Espagne d'obtenir 4 médailles d'or sur 4 possibles en marche athlétique. La Néerlandaise Femke Bol obtient son premier titre mondial en dominant la finale du 400 m haies en 51 s 70. Durant la finale du 100 m haies serrée, la Jamaïquaine Danielle Williams devient championne du monde pour la deuxième fois après 2015 en 12 s 43, devant la Portoricaine Jasmine Camacho-Quinn (12 s 44) et l'Américaine Kendra Harrison (12 s 46).
Antonio Watson, 21 ans, s'impose sur le 400 m en 44 s 22 devant Matthew Hudson-Smith (44 s 31) et Quincy Hall (44 s 37). Miltiádis Tenóglou gagne la finale du concours du saut en longueur avec 8,52 m réussi au dernier essai devant Wayne Pinnock (8,50 m). Les athlètes n'étaient départagés avant le dernier saut que d'un centimètre par leur deuxième meilleur essai (8,40 m et 8,39 m). La Canadienne Camryn Rogers devient championne du monde du lancer de marteau avec 77,22 m devant les Américaines Janee Kassanavoid (76,63 m) et DeAnna Price (75,41 m).

#### 25 août

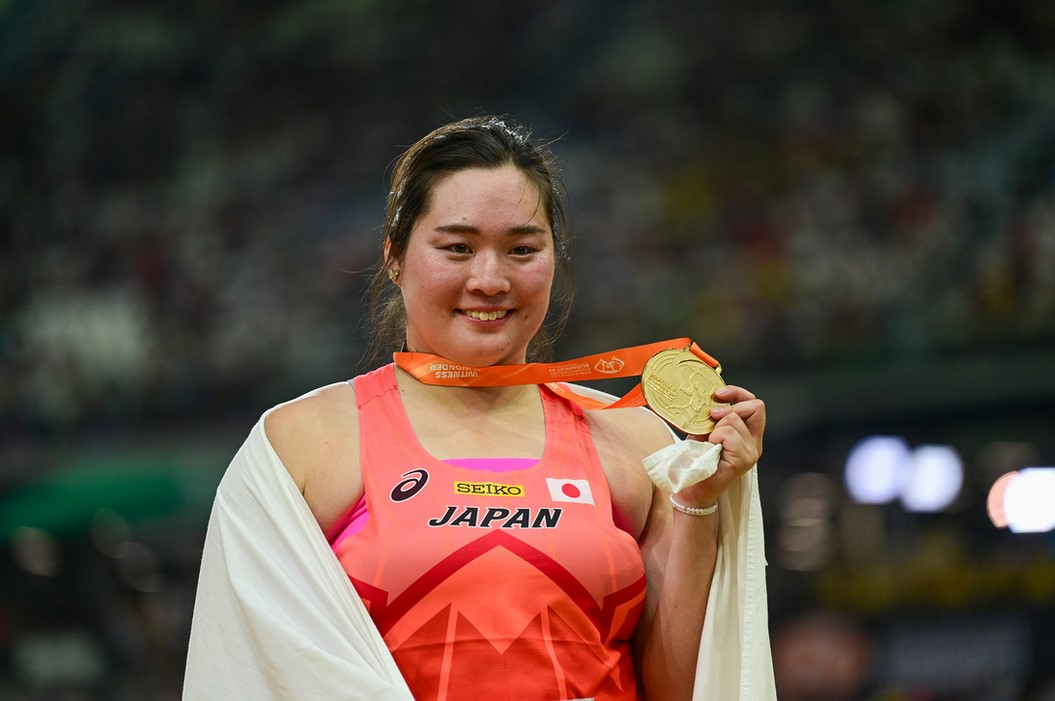
Haruka Kitaguchi titrée au lancer du javelot.

La Japonaise Haruka Kitaguchi remporte le titre au lancer du javelot en réalisant un jet à 66,73 m lors de son dernier essai, devançant la Colombienne Flor Ruíz (65,47 m) et l'Australienne Mackenzie Little (63,38 m). Après avoir remporté le 100 m, l'Américain Noah Lyles conserve son titre mondial pour la troisième fois consécutive sur le 200 m. Il devient le cinquième athlète de l'histoire à réussir le doublé lors d'une seule édition des Mondiaux.
Alors qu'elle était 8e avant le dernier essai, la Vénézuélienne Yulimar Rojas réalise un saut à 15,08 m pour décrocher son quatrième titre mondial. La Jamaïcaine Shericka Jackson conserve son titre mondial sur le 200 m en 21 s 41, deuxième meilleure performance mondiale de tous les temps, à seulement 7 centièmes du record du monde (21 s 34) détenu depuis 1988 par Florence Griffith-Joyner.

#### 26 août

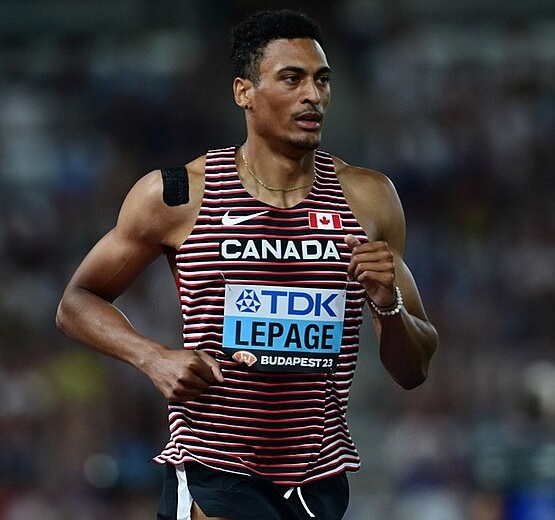
Pierce Lepage remporte le concours du décathlon.

Les Éthiopiennes Amane Beriso et Gotytom Gebreslase réalisent un doublé sur le marathon féminin, devançant la Marocaine Fatima Ezzahra Gardadi. Quatre jours après son titre sur 1 500 m, Faith Kipyegon remporte celui du 5 000 m, devant Sifan Hassan et Beatrice Chebet, devenant la première athlète féminine à réussir ce doublé lors d'un championnat du monde. Deuxième après la première journée du décathlon, le Canadien Pierce Lepage fait la différence sur ses adversaires lors de la deuxième journée en réalisant 8 909 points au terme des 10 épreuves, soit le deuxième meilleur score réalisé dans l'histoire de ces championnats.
Au lancer du poids féminin, l'Américaine Chase Ealey conserve son titre mondial en devançant la Canadienne Sarah Mitton et la Chinoise Gong Lijiao, cette dernière devenant, hommes et femmes confondus, l'athlète la plus médaillée aux championnats du monde dans une seule épreuve (8 podiums). Le Canadien Marco Arop triomphe sur 800 m après avoir porté une attaque décisive à 250 m de l'arrivée. Le Suédois Armand Duplantis obtient un deuxième titre de champion du monde consécutif du saut à la perche en franchissant une barre à 6,10 m, échouant ensuite par trois fois dans sa tentative de battre le record du monde. Les relais 4 × 100 m masculins et féminins sont remportés par les Etats-Unis, Noah Lyles décrochant à cette occasion sa troisième médaille d'or dans ces championnats. Le relais 4x100m féminin américain bat le record des championnats du monde en 41 s 03, soit la deuxième meilleure performance mondiale de tous les temps.

#### 27 août

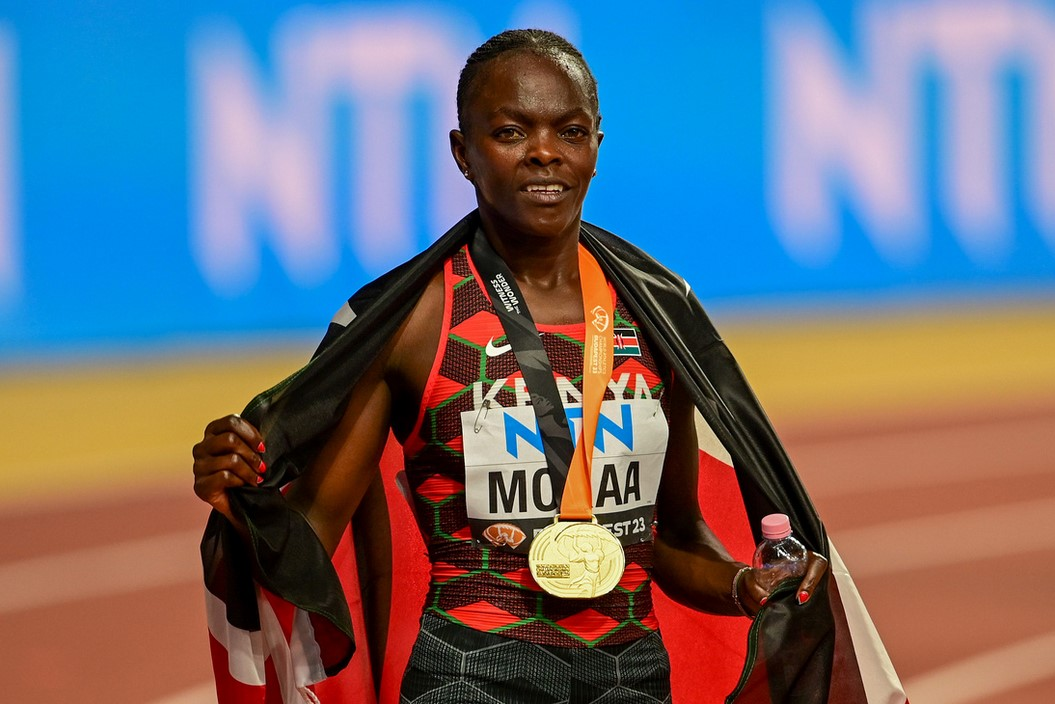
Mary Moraa remporte l'épreuve du 800 m.

L'Ougandais Victor Kiplangat remporte le marathon en 2 h 8 min 53 s après avoir pris seul la tête de la course au 35e kilomètre. Sur la piste, la Kényane Mary Moraa surprend la Britannique Keely Hodgkinson et l'Américaine Athing Mu pour s'imposer sur 800 m en 1 min 56 s 03, tandis que la Bahreïnie Winfred Yavi décroche l'or sur 3 000 msteeple. Battu sur 1 500 m, Jakob Ingebrigtsen remporte la finale du 5 000 m devant l'Espagnol Mohamed Katir.
L'Indien Neeraj Chopra devient champion du monde du lancer du javelot grâce à un meilleur jet à 88,17 m tandis que l'Ukrainienne Yaroslava Mahuchikh remporte le concours du saut en hauteur avec 2,01 m, devançant les deux Australiennes Eleanor Patterson et Nicola Olyslagers. Les États-Unis remportent le relais 4 × 400 m masculin, devant la France et la Grande-Bretagne, le titre féminin revenant aux Pays-Bas après un retour dans les derniers mètres de Femke Bol.

## Résultats

### Hommes
| Épreuves                             | Or | Argent | Bronze                                                                                        |
| ------------------------------------ | --- | --- | --------------------------------------------------------------------------------------------- |
| 100 m (vent : 0,0 m/s) Détails       | Noah Lyles 9 s 83 (=WL) | Letsile Tebogo 9 s 88 (NR)                                                                                          | Zharnel Hughes 9 s 88                                                                         |
| 200 m (vent : -0,2 m/s) Détails      | Noah Lyles 19 s 52 | Erriyon Knighton 19 s 75                                                                                            | Letsile Tebogo 19 s 81                                                                        |
| 400 m Détails                        | Antonio Watson 44 s 22 | Matthew Hudson-Smith 44 s 31                                                                                        | Quincy Hall 44 s 37 (PB)                                                                      |
| 800 m Détails                        | Marco Arop 1 min 44 s 24 | Emmanuel Wanyonyi 1 min 44 s 53                                                                                     | Ben Pattison 1 min 44 s 83                                                                    |
| 1 500 m Détails                      | Josh Kerr 3 min 29 s 38 (SB) | Jakob Ingebrigtsen 3 min 29 s 65                                                                                    | Narve Gilje Nordås 3 min 29 s 68                                                              |
| 5 000 m Détails                      | Jakob Ingebrigtsen 13 min 11 s 30 (SB) | Mohamed Katir 13 min 11 s 44                                                                                        | Jacob Krop 13 min 12 s 28                                                                     |
| 10 000 m Détails                     | Joshua Cheptegei 27 min 51 s 42 (SB) | Daniel Ebenyo 27 min 52 s 60                                                                                        | Selemon Barega 27 min 52 s 72                                                                 |
| Marathon Détails                     | Victor Kiplangat 2 h 8 min 53 s | Maru Teferi 2 h 9 min 12 s (SB)                                                                                     | Leul Gebresilase 2 h 9 min 19 s                                                               |
| 20 km marche Détails                 | Álvaro Martín 1 h 17 min 32 s (WL) | Perseus Karlström 1 h 17 min 39 s (NR)                                                                              | Caio Bonfim 1 h 17 min 47 s (NR)                                                              |
| 35 km marche Détails                 | Álvaro Martín 2 h 24 min 30 s (NR) | Brian Pintado 2 h 24 min 34 s (AR)                                                                                  | Masatora Kawano 2 h 25 min 12 s (SB)                                                          |
| 110 m haies (vent : 0,0 m/s) Détails | Grant Holloway 12 s 96 (SB) | Hansle Parchment 13 s 07                                                                                            | Daniel Roberts 13 s 09                                                                        |
| 400 m haies Détails                  | Karsten Warholm 46 s 89 | Kyron McMaster 47 s 34                                                                                              | Rai Benjamin 47 s 56                                                                          |
| 3 000 m steeple Détails              | Soufiane el-Bakkali 8 min 3 s 53 | Lamecha Girma 8 min 5 s 44                                                                                          | Abraham Kibiwot 8 min 11 s 98                                                                 |
| 4 × 100 m Détails                    | États-Unis Christian Coleman Fred Kerley Brandon Carnes Noah Lyles 37 s 38 (WL) Participation aux séries : J.T. Smith                                             | Italie Roberto Rigali Marcell Jacobs Lorenzo Patta Filippo Tortu 37 s 62 (SB)                                       | Jamaïque Ackeem Blake Oblique Seville Ryiem Forde Rohan Watson 37 s 76                        |
| 4 × 400 m Détails                    | États-Unis Quincy Hall Vernon Norwood Justin Robinson Rai Benjamin 2 min 57 s 31 (WL) Participation aux séries : Trevor Bassitt Matthew Boling Christopher Bailey | France Ludvy Vaillant Gilles Biron David Sombé Téo Andant 2 min 58 s 45 (NR) Participation aux séries : Loïc Prévot | Grande-Bretagne Alex Haydock-Wilson Charles Dobson Lewis Davey Rio Mitcham 2 min 58 s 71 (SB) |
| Saut en hauteur Détails              | Gianmarco Tamberi 2,36 m (WL) | JuVaughn Harrison 2,36 m (WL, =PB)                                                                                  | Mutaz Essa Barshim 2,33 m                                                                     |
| Saut à la perche Détails             | Armand Duplantis 6,10 m | Ernest Obiena 6,00 m (=AR)                                                                                          | Kurtis Marschall 5,95 m (SB) Chris Nilsen 5,95 m (PB)                                         |
| Saut en longueur Détails             | Miltiádis Tedóglou 8,52 m (SB) | Wayne Pinnock 8,50 m                                                                                                | Tajay Gayle 8,27 m (SB)                                                                       |
| Triple saut Détails                  | Hugues Fabrice Zango 17,64 m | Lázaro Martínez 17,41 m (PB)                                                                                        | Cristian Nápoles 17,40 m                                                                      |
| Lancer du poids Détails              | Ryan Crouser 23,51 m (CR) | Leonardo Fabbri 22,34 m (PB)                                                                                        | Joe Kovacs 22,12 m                                                                            |
| Lancer du disque Détails             | Daniel Ståhl 71,46 (CR) | Kristjan Čeh 70,02 m                                                                                                | Mykolas Alekna 68,85 m                                                                        |
| Lancer du marteau Détails            | Ethan Katzberg 81,25 m (NR) | Wojciech Nowicki 81,02 m                                                                                            | Bence Halász 80,82 m                                                                          |
| Lancer du javelot Détails            | Neeraj Chopra 88,17 m | Arshad Nadeem 87,82 m (SB)                                                                                          | Jakub Vadlejch 86,67 m                                                                        |
| Décathlon Détails                    | Pierce Lepage 8 909 pts (WL) | Damian Warner 8 804 pts (SB)                                                                                        | Lindon Victor 8 756 pts (NR)                                                                  |

### Femmes
| Épreuves                               | Or | Argent | Bronze |
| -------------------------------------- | --- | --- | --- |
| 100 m (vent : - 0,2 m/s) Détails       | Sha'Carri Richardson 10 s 65 (CR) | Shericka Jackson 10 s 72 | Shelly-Ann Fraser-Pryce 10 s 77 (SB)                                                                                              |
| 200 m (vent : + 0,1 m/s) Détails       | Shericka Jackson 21 s 41 (CR) | Gabrielle Thomas 21 s 81 | Sha'Carri Richardson 21 s 92 (SB)                                                                                                 |
| 400 m Détails                          | Marileidy Paulino 48 s 76 (NR) | Natalia Kaczmarek 49 s 57 | Sada Williams 49 s 60 |
| 800 m Détails                          | Mary Moraa 1 min 56 s 03 (PB) | Keely Hodgkinson 1 min 56 s 34 | Athing Mu 1 min 56 s 61 (SB) |
| 1 500 m Détails                        | Faith Kipyegon 3 min 54 s 87 | Diribe Welteji 3 min 55 s 69 | Sifan Hassan 3 min 56 s 00 |
| 5 000 m Détails                        | Faith Kipyegon 14 min 53 s 88 | Sifan Hassan 14 min 54 s 11 | Beatrice Chebet 14 min 54 s 33 |
| 10 000 m Détails                       | Gudaf Tsegay 31 min 27 s 18 | Letesenbet Gidey 31 min 28 s 16 (SB) | Ejgayehu Taye 31 min 28 s 31 |
| Marathon Détails                       | Amane Beriso 2 h 24 min 23 s (SB) | Gotytom Gebreslase 2 h 24 min 34 s (SB) | Fatima Ezzahra Gardadi 2 h 25 min 17 s                                                                                            |
| 20 km marche Détails                   | María Pérez 1 h 26 min 51 s | Jemima Montag 1 h 27 min 16 s (AR) | Antonella Palmisano 1 h 27 min 26 s (SB)                                                                                          |
| 35 km marche Détails                   | María Pérez 2 h 38 min 40 s (CR) | Kimberly García 2 h 40 min 52 s | Antigóni Drisbióti 2 h 43 min 22 s (SB)                                                                                           |
| 100 m haies (vent : - 0,2 m/s) Détails | Danielle Williams 12 s 43 (SB) | Jasmine Camacho-Quinn 12 s 44 | Kendra Harrison 12 s 46 |
| 400 m haies Détails                    | Femke Bol 51 s 70 | Shamier Little 52 s 80 (SB) | Rushell Clayton 52 s 81 (PB) |
| 3 000 m steeple Détails                | Winfred Yavi 8 min 54 s 29 (WL) | Beatrice Chepkoech 8 min 58 s 98 | Faith Cherotich 9 min 0 s 69 |
| 4 × 100 m Détails                      | États-Unis Tamari Davis Twanisha Terry Gabrielle Thomas Sha'Carri Richardson 41 s 03 (CR) Participation aux séries : Tamara Clark Melissa Jefferson | Jamaïque Natasha Morrison Shelly-Ann Fraser-Pryce Shashalee Forbes Shericka Jackson 41 s 21 (SB) Participation aux séries : Briana Williams Elaine Thompson-Herah | Grande-Bretagne Asha Philip Imani-Lara Lansiquot Bianca Williams Daryll Neita 41 s 98 (SB) Participation aux séries : Annie Tagoe |
| 4 × 400 m Détails                      | Pays-Bas Eveline Saalberg Lieke Klaver Cathelijn Peeters Femke Bol 3 min 20 s 72 (WL) Participation aux séries : Lisanne de Witte                   | Jamaïque Candice McLeod Janieve Russell Nickisha Pryce Stacey-Ann Williams 3 min 20 s 88 (SB) Participation aux séries : Charokee Young Shiann Salmon             | Grande-Bretagne Laviai Nielsen Amber Anning Ama Pipi Nicole Yeargin 3 min 21 s 04 (SB) Participation aux séries : Yemi Mary John  |
| Saut en hauteur Détails                | Yaroslava Mahuchikh 2,01 m | Eleanor Patterson 1,99 m | Nicola Olyslagers 1,99 m |
| Saut à la perche Détails               | Nina Kennedy Katie Moon 4,90 m (=WL) | Non attribuée | Wilma Murto 4,80 m (SB) |
| Saut en longueur Détails               | Ivana Vuleta 7,14 m (WL) | Tara Davis-Woodhall 6,91 m | Alina Rotaru 6,88 m |
| Triple saut Détails                    | Yulimar Rojas 15,08 m | Maryna Bekh-Romanchuk 15,00 m (SB) | Leyanis Pérez 14,96 m |
| Lancer du poids Détails                | Chase Ealey 20,43 m (SB) | Sarah Mitton 20,08 m (SB) | Gong Lijiao 19,69 m |
| Lancer du disque Détails               | Laulauga Tausaga 69,49 m (PB) | Valarie Allman 69,23 m | Feng Bin 68,20 m (SB) |
| Lancer du marteau Détails              | Camryn Rogers 77,22 m | Janee Kassanavoid 76,36 m | DeAnna Price 75,41 m |
| Lancer du javelot Détails              | Haruka Kitaguchi 66,73 m | Flor Ruíz 65,47 m (AR | Mackenzie Little 63,38 m |
| Heptathlon Détails                     | Katarina Johnson-Thompson 6 740 pts (SB) | Anna Hall 6 720 pts | Anouk Vetter 6 501 pts (SB) |

### Mixte
| Épreuves          | Or | Argent | Bronze                                                                               |
| ----------------- | --- | --- | ------------------------------------------------------------------------------------ |
| 4 × 400 m Détails | États-Unis Justin Robinson Rosey Effiong Matthew Boling Alexis Holmes 3 min 8 s 80 (WR) Participation aux séries : Ryan Willie | Grande-Bretagne Lewis Davey Laviai Nielsen Rio Mitcham Yemi Mary John 3 min 11 s 06 (NR) Participation aux séries : Joseph Brier | Tchéquie Matěj Krsek Tereza Petržilková Patrik Šorm Lada Vondrová 3 min 11 s 98 (NR) |

## Records

### Records mondiaux
| Épreuve               | Record       | Record                                                                | Record       | Record précédent            | Record précédent | Record précédent                                                          | Record précédent |
| Épreuve               | Date         | Athlète(s)                                                            | Performance  | Date                        | Lieu             | Athlète(s)                                                                | Performance      |
| --------------------- | ------------ | --------------------------------------------------------------------- | ------------ | --------------------------- | ---------------- | ------------------------------------------------------------------------- | ---------------- |
| 4 x 400 m mixte       | 19 aout 2023 | États-Unis Justin Robinson Rosey Effiong Matthew Boling Alexis Holmes | 3 min 8 s 80 | 29 septembre 2019           | Doha             | États-Unis Wilbert London III Allyson Felix Courtney Okolo Michael Cherry | 3 min 9 s 34     |
| 400 m haies (Juniors) | 21 août 2023 | Roshawn Clarke                                                        | 47 s 34      | 11 juin 2021 7 juillet 2023 | Eugene Kingston  | Sean Burrell Roshawn Clarke                                               | 47 s 85          |

### Records des championnats
| Épreuve                        | Record       | Record                                                                       | Record          | Record précédent   | Record précédent                                                                                | Record précédent        | Record précédent |
| Épreuve                        | Date         | Athlète(s)                                                                   | Performance     | Date               | Lieu                                                                                            | Athlète(s)              | Performance      |
| ------------------------------ | ------------ | ---------------------------------------------------------------------------- | --------------- | ------------------ | ----------------------------------------------------------------------------------------------- | ----------------------- | ---------------- |
| Lancer du poids                | 19 août 2023 | Ryan Crouser                                                                 | 23,51 m         | 17 juillet 2022    | Eugene                                                                                          | Ryan Crouser            | 22,94 m          |
| Lancer du javelot (Heptathlon) | 20 août 2023 | Anouk Vetter                                                                 | 59,57 m         | 6 août 2017        | Londres                                                                                         | Anouk Vetter            | 58,41 m          |
| 800 m (Heptathlon)             | 20 août 2023 | Anna Hall                                                                    | 2 min 4 s 09    | 1er septembre 1987 | Rome                                                                                            | Nadine Debois           | 2 min 5 s 17     |
| Lancer du disque               | 21 août 2023 | Daniel Ståhl                                                                 | 71,46 m         | 19 juillet 2022    | Eugene                                                                                          | Kristjan Čeh            | 71,13 m          |
| 100 m                          | 21 août 2023 | Sha'Carri Richardson                                                         | 10 s 65         | 16 juillet 2022    | Eugene                                                                                          | Shelly-Ann Fraser-Pryce | 10 s 67          |
| 35 km marche                   | 24 août 2023 | María Pérez                                                                  | 2 h 38 min 40 s | 22 juillet 2022    | Eugene                                                                                          | Kimberly García         | 2 h 39 min 16 s  |
| 200 m                          | 25 août 2023 | Shericka Jackson                                                             | 21 s 41         | 21 juillet 2022    | Eugene                                                                                          | Shericka Jackson        | 21 s 45          |
| Lancer du disque (décathlon)   | 26 août 2023 | Lindon Victor                                                                | 54,97 m         | 24 juillet 2022    | Eugene                                                                                          | Jiří Sýkora             | 54,39 m          |
| 4 × 100 m                      | 26 août 2023 | États-Unis Tamari Davis Twanisha Terry Gabrielle Thomas Sha'Carri Richardson | 41 s 03         | 18 août 2013       | Jamaïque Veronica Campbell-Brown Natasha Morrison Elaine Thompson-Herah Shelly-Ann Fraser-Pryce | Pékin                   | 41 s 07          |

### Records continentaux
| Épreuve                             | Record       | Record                                                                             | Record          | Record précédent | Record précédent | Record précédent                                                           | Record précédent |
| Épreuve                             | Date         | Athlète(s)                                                                         | Performance     | Date             | Lieu             | Athlète(s)                                                                 | Performance      |
| ----------------------------------- | ------------ | ---------------------------------------------------------------------------------- | --------------- | ---------------- | ---------------- | -------------------------------------------------------------------------- | ---------------- |
| 20 km marche (Océanie)              | 20 août 2023 | Jemima Montag                                                                      | 1 h 27 min 16 s | 13 février 2022  | Adélaïde         | Jemima Montag                                                              | 1 h 27 min 27 s  |
| 400 m haies (Asie)                  | 21 août 2023 | Kemi Adekoya                                                                       | 53 s 56         | 17 novembre 2001 | Canton           | Song Yinglan                                                               | 53 s 96          |
| 400 m (Europe)                      | 22 août 2023 | Matthew Hudson-Smith                                                               | 44 s 26         | 3 septembre 1987 | Rome             | Thomas Schönlebe                                                           | 44 s 33          |
| 35 km marche (Amérique du Sud)      | 24 août 2023 | Brian Pintado                                                                      | 2 h 24 min 34 s | 24 juillet 2022  | Eugene           | Brian Pintado                                                              | 2 h 24 min 37 s  |
| Lancer du javelot (Amérique du Sud) | 25 août 2023 | Flor Ruíz                                                                          | 65,47 m         | 25 juin 2016     | Cali             | Flor Ruíz                                                                  | 63,84 m          |
| 4 x 100 m (Afrique)                 | 25 août 2023 | Côte d'Ivoire Murielle Ahouré-Demps Marie-Josée Ta Lou Jessika Gbai Maboundou Koné | 41 s 90         | 7 août 2022      | Birmingham       | Nigeria Tobi Amusan Favour Ofili Rosemary Chukwuma Nzubechi Grace Nwokocha | 42 s 10          |

## Tableau des médailles

### Classement
Tableau des médailles au 27/08/2023
| Rang  | Nation                    | Or | Argent | Bronze | Total |
| ----- | ------------------------- | -- | ------ | ------ | ----- |
| 1     | États-Unis                | 12 | 8      | 9      | 29    |
| 2     | Canada                    | 4  | 2      | 0      | 6     |
| 3     | Espagne                   | 4  | 1      | 0      | 5     |
| 4     | Jamaïque                  | 3  | 5      | 4      | 12    |
| 5     | Kenya                     | 3  | 3      | 4      | 10    |
| 6     | Éthiopie                  | 2  | 4      | 3      | 9     |
| 7     | Grande-Bretagne           | 2  | 3      | 5      | 10    |
| 8     | Pays-Bas                  | 2  | 1      | 2      | 5     |
| 9     | Norvège                   | 2  | 1      | 1      | 4     |
| 10    | Suède                     | 2  | 1      | 0      | 3     |
| 11    | Ouganda                   | 2  | 0      | 0      | 2     |
| 12    | Australie                 | 1  | 2      | 3      | 6     |
| 13    | Italie                    | 1  | 2      | 1      | 4     |
| 14    | Ukraine                   | 1  | 1      | 0      | 2     |
| 15    | Grèce                     | 1  | 0      | 1      | 2     |
| 15    | Japon                     | 1  | 0      | 1      | 2     |
| 15    | Maroc                     | 1  | 0      | 1      | 2     |
| 18    | Bahreïn                   | 1  | 0      | 0      | 1     |
| 18    | Burkina Faso              | 1  | 0      | 0      | 1     |
| 18    | République dominicaine    | 1  | 0      | 0      | 1     |
| 18    | Inde                      | 1  | 0      | 0      | 1     |
| 18    | Serbie                    | 1  | 0      | 0      | 1     |
| 18    | Venezuela                 | 1  | 0      | 0      | 1     |
| 24    | Pologne                   | 0  | 2      | 0      | 2     |
| 25    | Cuba                      | 0  | 1      | 2      | 3     |
| 26    | Botswana                  | 0  | 1      | 1      | 2     |
| 27    | Colombie                  | 0  | 1      | 0      | 1     |
| 27    | Équateur                  | 0  | 1      | 0      | 1     |
| 27    | Philippines               | 0  | 1      | 0      | 1     |
| 27    | France                    | 0  | 1      | 0      | 1     |
| 27    | Îles Vierges britanniques | 0  | 1      | 0      | 1     |
| 27    | Israël                    | 0  | 1      | 0      | 1     |
| 27    | Pakistan                  | 0  | 1      | 0      | 1     |
| 27    | Pérou                     | 0  | 1      | 0      | 1     |
| 27    | Porto Rico                | 0  | 1      | 0      | 1     |
| 27    | Slovénie                  | 0  | 1      | 0      | 1     |
| 37    | Chine                     | 0  | 0      | 2      | 2     |
| 37    | Tchéquie                  | 0  | 0      | 2      | 2     |
| 39    | Barbade                   | 0  | 0      | 1      | 1     |
| 39    | Brésil                    | 0  | 0      | 1      | 1     |
| 39    | Finlande                  | 0  | 0      | 1      | 1     |
| 39    | Grenade                   | 0  | 0      | 1      | 1     |
| 39    | Hongrie                   | 0  | 0      | 1      | 1     |
| 39    | Lituanie                  | 0  | 0      | 1      | 1     |
| 39    | Qatar                     | 0  | 0      | 1      | 1     |
| 39    | Roumanie                  | 0  | 0      | 1      | 1     |
| Total | Total                     | 50 | 48     | 50     | 148   |

### Trophée par équipes
Le classement du trophée par équipe est déterminé en fonction des points attribués à chaque finaliste (8 premières places). 8 points sont attribués à une 1re place, 7 points à une 2e place, et ainsi de suite jusqu'à un point attribué à une 8e place.
| Rang | Pays            | Médaille d'or | Médaille d'argent | Médaille de bronze | 4 | 5 | 6 | 7 | 8 | Pts |
| ---- | --------------- | ------------- | ----------------- | ------------------ | - | - | - | - | - | --- |
| 1    | États-Unis      | 12            | 8                 | 9                  | 3 | 6 | 4 | 7 | 6 | 277 |
| 2    | Jamaïque        | 3             | 5                 | 4                  | 5 | 5 | 0 | 4 | 3 | 139 |
| 3    | Kenya           | 3             | 3                 | 4                  | 4 | 2 | 2 | 3 | 3 | 112 |
| 4    | Grande-Bretagne | 2             | 3                 | 5                  | 3 | 3 | 1 | 1 | 3 | 102 |
| 5    | Éthiopie        | 2             | 4                 | 3                  | 2 | 3 | 3 | 1 | 1 | 96  |
| 6    | Canada          | 4             | 2                 | 0                  | 3 | 0 | 2 | 1 | 1 | 70  |
| 7    | Espagne         | 4             | 1                 | 0                  | 1 | 1 | 2 | 0 | 1 | 55  |
| 8    | Italie          | 1             | 2                 | 1                  | 1 | 1 | 2 | 3 | 2 | 51  |
| 8    | Pays-Bas        | 2             | 1                 | 2                  | 1 | 1 | 2 | 0 | 1 | 51  |
| 8    | Australie       | 1             | 2                 | 3                  | 1 | 0 | 0 | 2 | 2 | 51  |
| 11   | Japon           | 1             | 0                 | 1                  | 0 | 2 | 3 | 2 | 2 | 37  |
| 12   | Allemagne       | 0             | 0                 | 0                  | 1 | 4 | 2 | 3 | 3 | 36  |
| 13   | Norvège         | 2             | 1                 | 1                  | 0 | 0 | 1 | 1 | 1 | 35  |
| 14   | Chine           | 0             | 0                 | 2                  | 1 | 1 | 3 | 1 | 1 | 33  |
| 15   | Pologne         | 0             | 2                 | 0                  | 1 | 1 | 2 | 0 | 2 | 31  |
| 16   | France          | 0             | 1                 | 0                  | 1 | 2 | 2 | 1 | 1 | 29  |
| 17   | Cuba            | 0             | 1                 | 2                  | 1 | 0 | 1 | 0 | 0 | 27  |
| 17   | Suède           | 2             | 1                 | 0                  | 0 | 0 | 1 | 0 | 1 | 27  |
| 19   | Ouganda         | 2             | 0                 | 0                  | 0 | 1 | 0 | 1 | 1 | 23  |
| 19   | Ukraine         | 1             | 1                 | 0                  | 0 | 2 | 0 | 0 | 0 | 23  |

## Légende
Records et Performances
- AR : Record continental (area record)
- CR : Record des championnats (championship record)
- MR : Record du meeting (meet record)
- NR : Record national (national record)
- OR : Record olympique (olympic record)
- PR : Record paralympique (paralympic record)
- PB : Record personnel (personal best)
- SB : Meilleure performance personnelle de la saison (season's best)
- WL : Meilleure performance mondiale de l'année (world leader)
- WJR : Record du monde junior (world junior record)
- WR : Record du monde (world record)

Circonstances et Conditions
- DNF : N'a pas terminé (did not finish)
- DNS : N'a pas pris le départ (did not start)
- DQ : Disqualification (disqualification)
- NM : Aucun essai valable enregistré (No Mark)
- Q : Qualifié « directement » au prochain tour (ou à la prochaine compétition), lors d'une compétition majeure, grâce au classement ou à la réalisation des minima (automatic qualifier)
- q : Qualifié au prochain tour (ou à la prochaine compétition), lors d'une compétition majeure, grâce au repêchage ou à la réalisation de l'une des meilleures performances parmi celles des « non qualifiés directement » (grâce au meilleur temps ou à la meilleure distance par exemple) (secondary qualifier)